# Vengo del placard de otro
Vengo del placard de otro es el séptimo álbum de estudio editado por la banda de rock argentina Divididos, lanzado el 27 de agosto de 2002 por la discográfica BMG. Fue grabado en los estudios Del Abasto al Pasto, en Buenos Aires, Argentina, a excepción de "Guanuqueando", que fue grabado en vivo en El Pucará de Tilcara. Fue el último trabajo en estudio de la banda hasta el lanzamiento de Amapola del 66 en 2010.

## Grabación
Definido por Ricardo Mollo como el “descendiente directo de Narigón del siglo”, su anterior material, Divididos lanzó un nuevo disco de estudio Vengo del placard de otro, en medio de una profunda crisis económica y política que atravesaba Argentina. Este tema no estaría exceptuado en la temática del álbum, según el mismo cantante y guitarrista: “Es el disco de las ganas, si bien estamos viviendo una crisis social muy fuerte, esto fue hecho por el entusiasmo de personas que quieren seguir haciendo las cosas con ganas.” Y agregó: “Todos los temas del álbum en algún momento pasan por reflejar una realidad del país. Tenemos una manera de escribir muy especial que a veces evade un hecho puntual de la realidad, pero somos hijos de esta tierra, por eso en cada tema hay una frase que está relacionada con todos.”
En Vengo del placard de otro la banda de Hurlingham conjugó distintos estilos y una amplia gama de instrumentos y sonidos, llegando a trabajar con doce violines, cuatro chelos, fagot, corno y flautas. Además de su habitual y demoledora potencia encontramos momentos más relajados de reggae y folclore, particularmente en el último track “Guanuqueando”, grabado en vivo en "El Pucara" de la ciudad jujeña de Tilcara. Entre su repertorio roquero destacamos el primer sencillo “Cajita musical”, “Ay, que Dios boludo” y un cover de “Despiértate nena” de Pescado Rabioso. Sobre esta versión Mollo explicaba: “Es devolver un poco de lo que tomamos, es como darle una ventilación a eso para que no quede en el olvido.” Luego de este trabajo la banda se tomaría un respiro de muchos años hasta su siguiente paso en su discografía de estudio, aunque en el intermedio continuarían tocando en conciertos con asiduidad y de estas presentaciones se desprendería un disco en vivo donde demuestran toda su potencia, Vivo Acá (2003). Grabado en vivo con motivo de los festejos por los 15 años de la banda.

## Presentación
La gira para presentar Vengo del placard de otro y el álbum en directo Vivo acá comenzó el 6 de septiembre de 2002 y terminó el 13 de marzo de 2010. Esta gira fue realizada por distintos puntos del país durante 8 años. Se destaca por sus presentaciones en Obras y su debut en el Teatro de Flores. Cabe destacar que en julio se grabó su segundo disco en vivo de nombre Vivo acá, cuyos tres shows tuvieron lugar en el Teatro Gran Rex, donde volvieron a tocar en diciembre tras tocar en varios puntos de la Argentina. Tras recorrer Argentina y otros países del mundo, la banda lanzó en 2010 el disco Amapola del 66.

## Listado de canciones
Todas las canciones compuestas por Ricardo Mollo y Diego Arnedo excepto las señaladas.

| N.º   | Título | Duración |  |
| 1.    | «Cajita Musical» (Mollo, Arnedo, Jorge Araujo)                                                                                  | 5:29     |  |
| 2.    | «Ay, Qué Dios Boludo» (Mollo, Arnedo, Araujo)                                                                                   | 4:24     |  |
| 3.    | «Brillo Triste De Un Canchero» (Mollo, Arnedo, Araujo)                                                                          | 5:19     |  |
| 4.    | «Villancico Del Horror» (Mollo, Arnedo, Araujo)                                                                                 | 4:19     |  |
| 5.    | «Pepe Lui» | 4:08     |  |
| 6.    | «Miente El After Hour» | 3:53     |  |
| 7.    | «Despiértate Nena» (Luis Alberto Spinetta, Black Amaya)                                                                         | 5:40     |  |
| 8.    | «Vengo Del Placard De Otro» | 2:50     |  |
| 9.    | «Casitas Inundadas, A Votar» (Mollo, Arnedo, Araujo)                                                                            | 5:06     |  |
| 10.   | «Un Alegre En Este Infierno» | 5:28     |  |
| 11.   | «Libre El Jabalí» | 2:43     |  |
| 12.   | «Aburridos Peligrosos» | 4:29     |  |
| 13.   | «Puertas» | 4:39     |  |
| 14.   | «Guanuqueando (en vivo en Tilcara)» (Graciela Volodarski, Ricardo Vilca -Incluye un fragmento de "Ue Paisano" de Nicola Paone-) | 8:33     |  |
| 66:59 | |          |  |

## Músicos
Divididos
- Ricardo Mollo: voz, coros, guitarra eléctrica, guitarra de 12 cuerdas, delays, e-bow y acoples
- Diego Arnedo: bajo, guitarra criolla, guitarra portuguesa y panderetas
- Jorge Araujo: batería, udú, cajón peruano, tambores marroquíes, teclados y vibráfono

Invitados
- Ricardo Vilca (guitarra)
- Miguel Ángel Bertero (violín)
- Martín Fava (violín)
- Alejandro Elijovich (violín)
- David Bellisomi (violín)
- Pablo Sangiorgio (violín)
- Javier Casalla (violín)
- Néstor Tedesco (violonchelo)
- Jorge Pérez Tedesco (violonchelo)
- Carlos Nozzi (violonchelo)
- Víctor Skorupski (flauta, clarinete, clarinete bajo)

## Sencillos de difusión
- "Cajita musical" (2002)
- "Pepe Lui" (2003)